# 동남유럽여단
동남유럽 여단(South-Eastern Europe Brigade (SEEBRIG))은 북대서양 조약 기구(NATO)의 평화를 위한 동반자 관계에 의거하여 설립된 동남유럽의 다국적군 여단이다. 여단은 국제연합, NATO, 유럽 연합 평화유지임무가 가능하지만, 독립부대로서 전개할 수 있다.

## 역사
1998년 9월 26일에 북마케도니아의 수도인 스코페에서 참가국의 국방부 장관들이 맺은 동남유럽 다국적평화군(Multinational Peace Force South-Eastern Europe (MPFSEE)) 협약에 따라 1999년 8월에 설립되었다. 
참가하는 장병들은 각국의 기지에 남아있지만, 공동본부에 의해 협조된다. 초기에는 불가리아 플로브디프, 2003년에 루마니아 콘스탄차, 2007년에 튀르키예 이스탄불, 2011년에 그리스 티르나보스, 2020년에 북마케도니아 쿠마노보로 옮겼다.

## 참가국
| - 그리스 - 북마케도니아 - 불가리아 - 루마니아 - 알바니아 - 튀르키예 | - 미국 - 보스니아 헤르체고비나 - 세르비아 - 우크라이나 - 슬로베니아 - 크로아티아 |

## 조직
5천명 내외로 정해져 있고, 4개 기계화보병대대에 공병태스크포스로 구성되어 있다.
1명의 준장, 3개의 대령, 11명의 중령, 11명의 중대/대위/소령, 16명의 부사관(NCO), 총 42명의 간부들로 본부를 구성한다. 여단장, 작전참모부장, 지원참모부장은 2년제로 참가국별로 순환하며, 참모장과 법률고문관은 호스트 국가인 북마케도니아의 장교들이 임명된다. 그외 각 SECCOS, G-1,2,3,5,6,8,9 참모의 직위는 특정 참가국의 장교에 임명되는데, G-7만은 양자간에 결정한다.
| - 여단장 (순환) - POLAD (알바니아) - ADC (순환) - 법률고문 (LEGAD)(북마케도니아) - 참모장 (COS)(북마케도니아) - SECCOS (튀르키예) - 작전참모부장 DOCS(OPS) - G-2 첩보/방첩 (그리스) - G-3 작전 (튀르키예) - G-5 계획 (불가리아) - G-7 공병 (북마케도니아) - G-9 CIMIC (루마니아) - 지원참모부장 DCOS(SUP) - G-1 인사 (불가리아) - G-4 군수 (그리스) - G-6 통신 (루마니아) - G-8 BUDFIN (그리스) | - 여단 본부 (다국적) - 본부중대 (호스트) - 통신중대 (호스트) - 제2대대 - 제3대대 (1x 중대) - 제6대대 - 제7대대 (5x 중대) - 7x 포병중대 - 군사경찰중대 (다국적) - CIMIC 소대 (다국적) - ISTAR소대 (다국적) - 전술항공통제소대 (TACP) - 3x 방첩반 (다국적) - 6x 인간정보반 (다국적) - 전투근무지원대대 - 본부중대 (호스트) - 수송중대 (다국적) - 제1,2,3,5,6,7국제지원부대 (NSE) - 보급소대 - 제3,7 폭발물해제팀 (EOD) - 제2의무소대 - 공병태스크포스(ETF) (다국적) - 제1, 2, 3, 6중대 - 제7중대 (건설) - 제5소대 |

## 참고
1. ↑  “SEEBRIG Structure” (영어). 2023년 7월 14일에 확인함.